# Celebrant

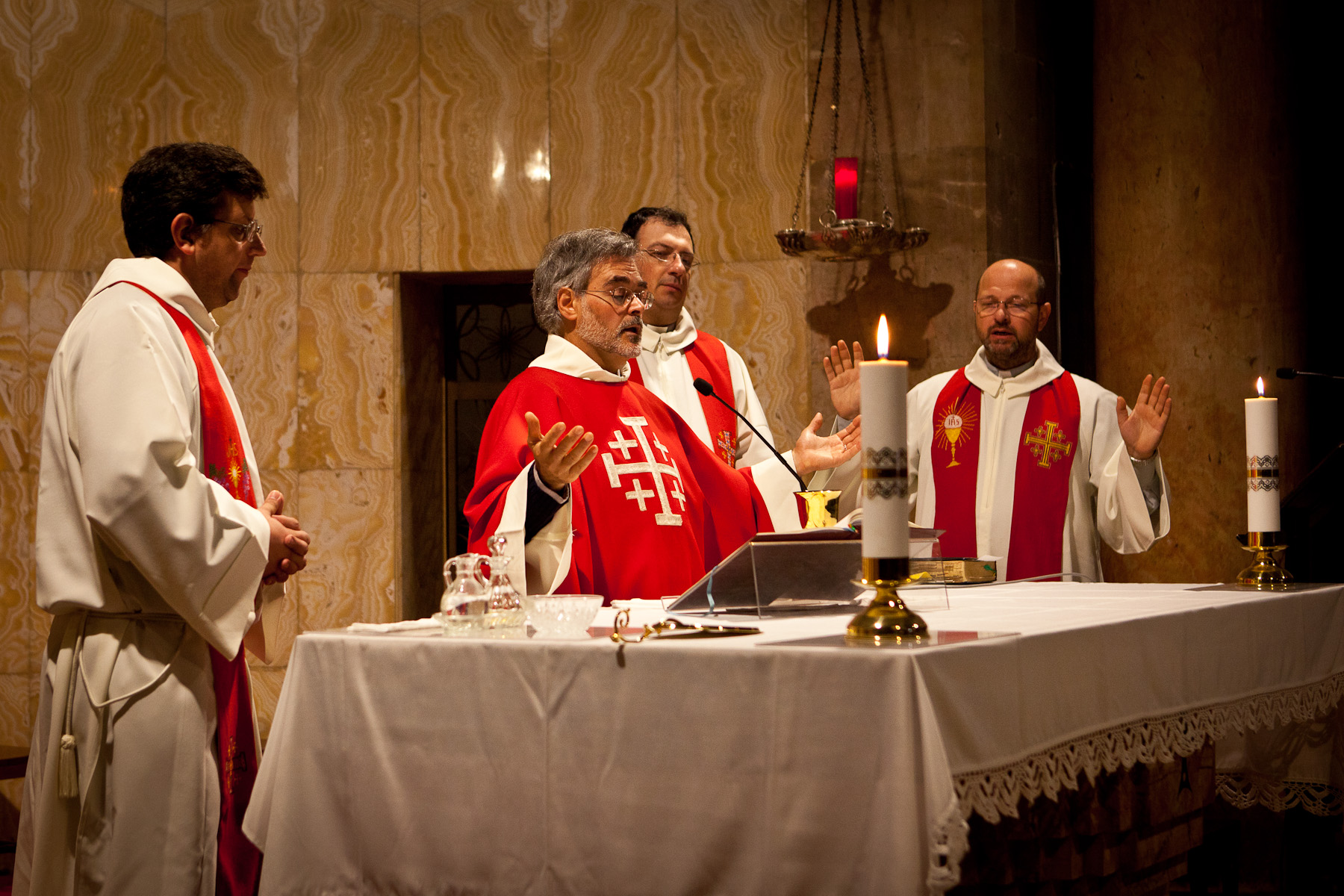
Celebrant förrättar mässa.

Celebrant (av latinets celebrans, 'firande') kallas den präst som förrättar mässa, särskilt gudstjänst med nattvard.